# 陳學伊
陳學伊（1532年—1611年），字爾聘，號志斋，福建泉州府南安縣人，民籍，明朝政治人物。

## 生平
嘉靖四十年（1561年）辛酉科福建鄉試第四十一名舉人。嘉靖四十一年（1562年）聯捷壬戌科會試第九十八名，二甲第四十七名進士。授南京户部主事，升礼部郎中，隆庆二年（1568年）出为扬州府知府，以抗直左迁郴州知州，郴州有闹喪习俗，民间多弃女婴，丈夫病重就有媒人上门给其妻説媒，美其名曰“佐殯”，学伊立法，再三禁止，风俗稍易。遷抚州府同知，隆庆五年（1571年）復入为南礼部主客司郎中，萬曆元年（1573年）擢江西按察司佥事、分巡湖东道，加兵备职衔，整饬抚州、建昌、广信三府。不久中蜚语归。以其在家有声望，知縣袁公扁其門曰“斗山，其堂曰“彰德”。卒年八十。

## 著作
著有《清德堂集》、《五谭类抄》、《世纪》諸编。

## 家族
高祖陈贤英（字廷俊，号素菴）为供子孙读书、赴考侨居，买宅于晋江筍江之南。曾祖陳庸；祖父陳祚，字尧运，号荔圃；父陳端郎，字舜相，号梅江，醫學訓術。母莊氏。慈侍下。兄學孔、學孟、學夔、良言。弟學朱、學程、學皋。堂伯父陳儲秀，字舜弼，号瑞山，嘉靖壬辰進士，官河南按察司副使。